# Alchemilla argyrophylla
Alchemilla argyrophylla es una especie de planta del género Alchemilla, perteneciente a la familia Rosaceae.

## Taxonomía
Alchemilla argyrophylla fue descrita por Oliv. en 1886.

## Distribución
Se encuentra en el territorio de Sudán del Sur hasta el norte de Tanzania.